# 茶店子站
茶店子站位于成都市金牛区中环路一品天下大街段，是成都地铁7号线的地下岛式站台车站，于2017年12月6日启用，因老地名“茶店子”而得名。在7号线建设期间，本站曾使用工程名“茶店子路站”。

## 车站结构
茶店子站为地下两层双柱岛式站台车站，车站总长212米，标准段宽22.4米，最大宽度37.5米，车站建筑面积14213平方米。设有4组出入口，2组风亭和1个紧急疏散口。
| 地面      |                              | 出入口                         |  |
| 地下 一层 | 站厅层                       | 安检、售票机、站内商店         |  |
| 地下 二层 |                              | 7号线列车外环方向 （一品天下） |  |
| 地下 二层 | 岛式站台，左边车门将会开启   |                                |  |
| 地下 二层 | 7号线列车内环方向 （花照壁） |                                |  |

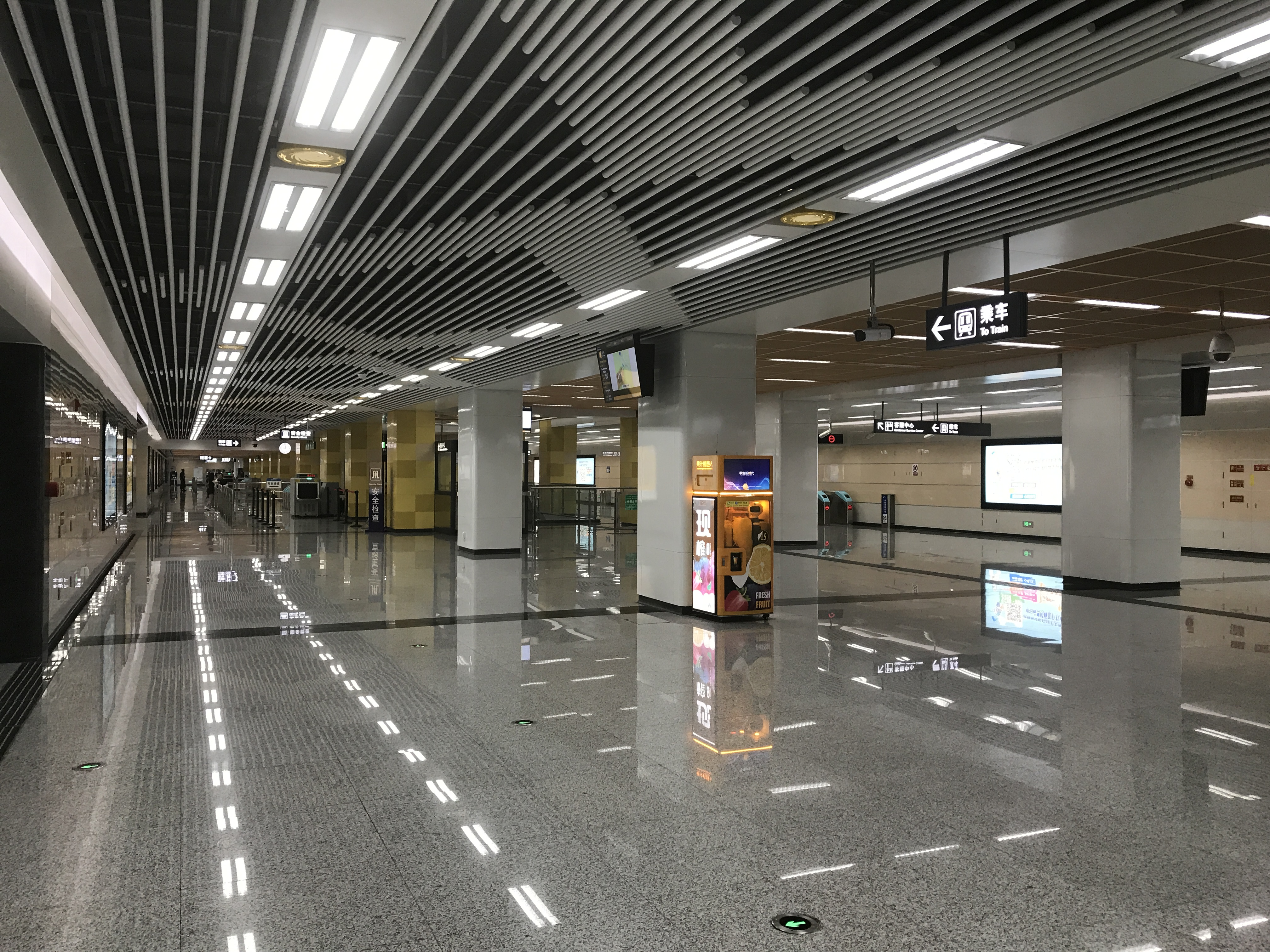
站厅层
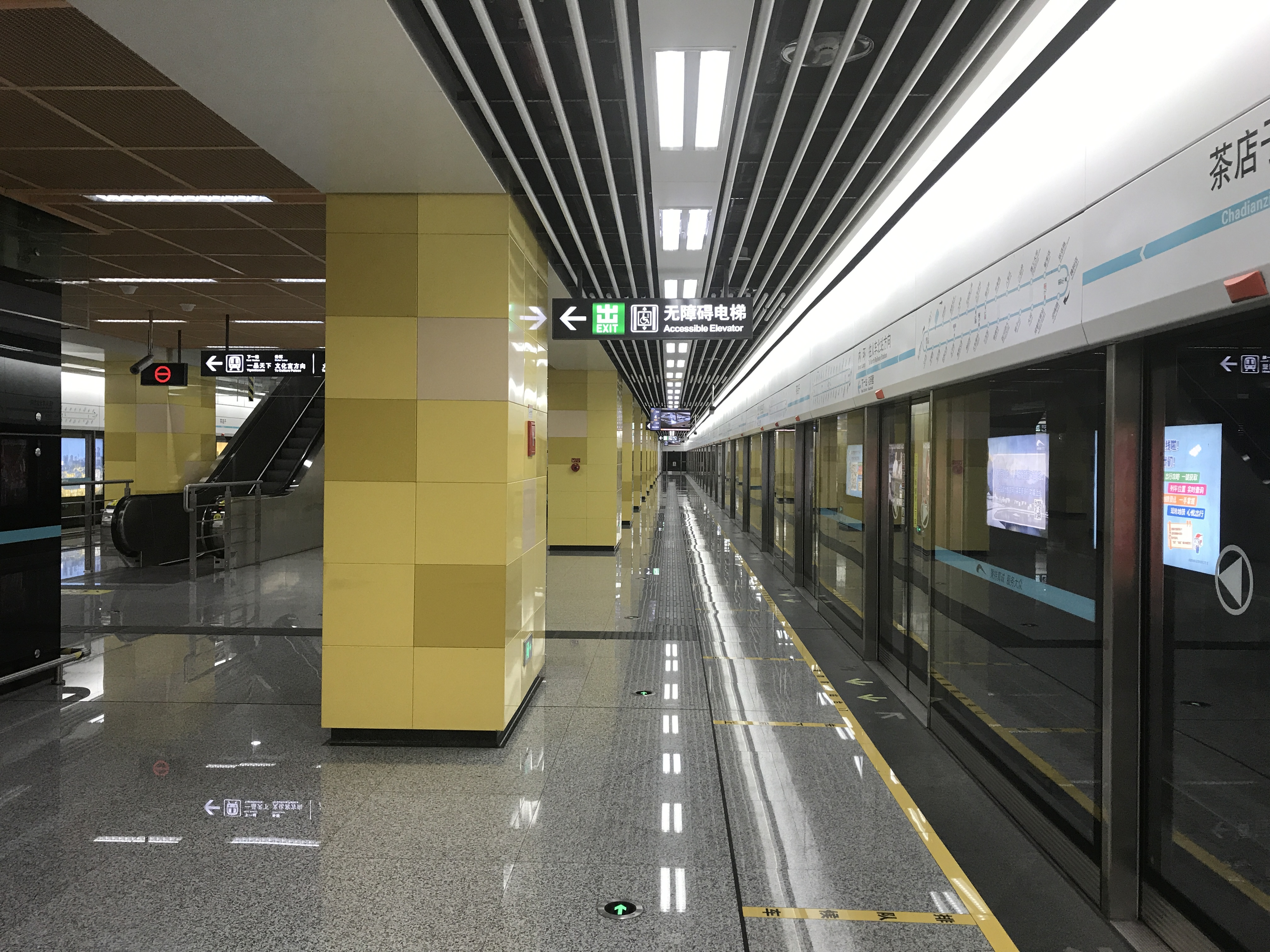
站台层

## 出入口
本站目前开放5个出入口。
|              |              |                                              |      |
| 出口编号     | 设施         | 出口指示                                     | 照片 |
|              | 无障碍卫生间 | 中环路一品天下大街段、茶店子路               |      |
| 出口 · B     |              | 中环路一品天下大街段、茶店子路、花照壁下横街 |      |
| 出口 · C     | 无障碍电梯   | 茶店子路、中环路一品天下大街段               |      |
| 出口 · D · 1 |              | 中环路一品天下大街段、茶店子路、新金牛公园   |      |
| 出口 · D · 2 |              | 茶店子正街、中环路一品天下大街段、茶店子南街 |      |

## 公交换乘
4路；17路；25路；29路；46路；82路；86路；90路；113路；136路；137路；143路；158路；209路；314路；314A路；338路；341路；653路；656路；762路；100路；846路；710路；710A路；716路；720路；720A路；723路；844路；1119路

## 大事记
- 2014年7月8日，车站主体结构封顶[4]；
- 2017年8月12日，车站完成全功能测试[5]；
- 2017年12月6日，车站正式启用[2]。